# 厘 (质量单位)

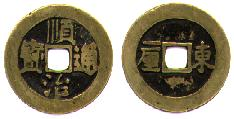
顺治通宝东一厘钱，一厘钱重一钱二分五厘，所谓“一厘”是指每文钱折白银一厘

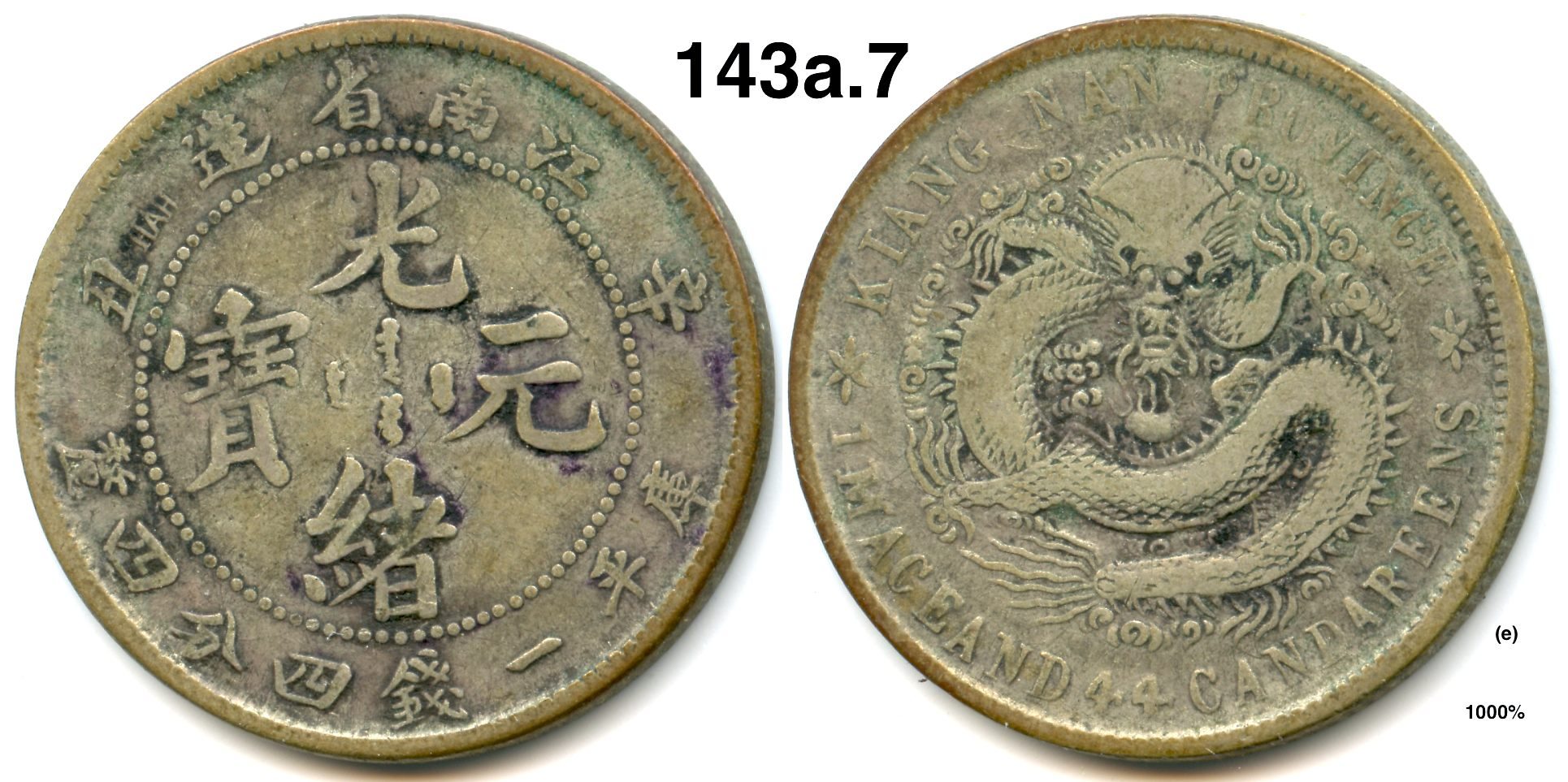
江南局造光绪元宝银币，标重“1钱4分4厘”

厘，也作釐，一个传统的中国重量单位，一厘为“分”的十分之一，“钱”的百分之一，“两”的千分之一。
英语中，“cash”或“le”在英国商人于1830年代在中国清朝进行商贸活动时就开始用来翻译中文的“厘”。
根据清朝康熙年間制定發布，中華民國北洋政府繼續的營造尺庫平制， 0.0000625斤 = 0.001兩 = 0.01錢 = 0.1分 = 1釐 = 10毫 = 0.037301克。
根據1884年《香港法例》第22條的定義，一厘等於0.0013安士。現時香港度量衡制度中，根據香港現時的《度量衡條例》，一厘等於十分之一分或一萬六千分之一斤，即3.779936375毫克。